# Elva timmar i en kvinnas liv
Elva timmar i en kvinnas liv (originaltitel Kvindesind) är en dansk dramafilm från 1980, skriven och regisserad av Stig Björkman. I rollerna ses bland andra Lotte Tarp, Peter Schrøder och Kim Magnusson.

## Handling
Lene lämnar sin man Steen för ett annat förhållande. I det nya förhållandet vill hon leva ett annat liv och tror sig kunna göra det.

## Rollista
- Lotte Tarp – Lene
- Peter Schrøder – Steen, Lenes man
- Kim Magnusson – Allan, deras son
- Ghita Nørby – Bente, Lenes väninna
- George Bamford – Michael, Lenes älskare
- Birthe Backhausen	– Lenes mor
- Paul Erik Christiansen – Lenes far
- Esben Høilund Carlsen – gästen

## Om filmen
Filmen producerades av Nina Crone för Crone Film Produktion A/S och Det Danske Filminstitut. Den fotades av Dirk Brüel och klipptes av Grete Møldrup. I Sveriges distribuerades filmen av AB Svensk Filmindustri. Filmen hade urpremiär den 7 april 1980 på biografen Alexandra i Köpenhamn. Sverigepremiären ägde rum året efter den 11 maj i Filmstaden i Stockholm.